# Movimento Internacional da Cruz Vermelha e do Crescente Vermelho
Movimento Internacional da Cruz Vermelha e do Crescente Vermelho é um movimento internacional humanitário, neutro e imparcial, não vinculado a qualquer Estado, presente em aproximadamente 97 milhões de voluntários mundialmente. Seu objetivo é proteger a vida e a saúde humana, e prevenir e aliviar sofrimento humano, sem discriminação baseado em nacionalidade, raça, sexo, religião, classe social ou opiniões políticas.
O movimento é composto de três partes distintas:
- O Comitê Internacional da Cruz Vermelha (CICV) é uma instituição humanitária fundada em 1863 em Genebra, Suíça, por Jean Henri Dunant. Seu comitê de 25 membros possui uma autoridade única sob a lei internacional humanitária para proteger a vida e a dignidade de vítimas de conflitos internacionais e internos. O CICV foi premiado com o Prêmio Nobel da Paz três vezes, em 1917, 1944 e 1963.[2]
- A Federação Internacional das Sociedades da Cruz Vermelha e do Crescente Vermelho (FIRC) foi fundado em 1919, e atualmente coordena as atividades entre as 186 sociedades da Cruz Vermelha e do Crescente Vermelho dentro do movimento. Ao nível internacional, a Federação lidera e organiza, em cooperação com as Sociedades Nacionais, missões de assistência para emergências de grande escala. A FIRC está sediada em Genebra, Suíça. Em 1963, a Federação, então conhecida como a Liga das Sociedades da Cruz Vermelha, foi premiado com o Prêmio Nobel, em conjunto com o CICV.[2]
- Sociedades da Cruz Vermelha e do Crescente Vermelho existem em quase todos os países do mundo. Atualmente, 186 Sociedades Nacionais são reconhecidas pelo CICV, e admitidos como membros da federação. Cada entidade trabalha em seu país de origem de acordo com os princípios da lei internacional humanitária e do estatutos do Movimento internacional. Dependendo das circunstâncias específicas e das capacidades, as Sociedades Nacionais podem efetuar tarefas humanitárias que não estão diretamente definidos pela lei internacional humanitária ou mandados pelo Movimento internacional. Em muitos países, tais sociedades estão ligados com o sistema nacional de saúde dos respectivos países, através do fornecimento de serviços de emergência médica.

## História

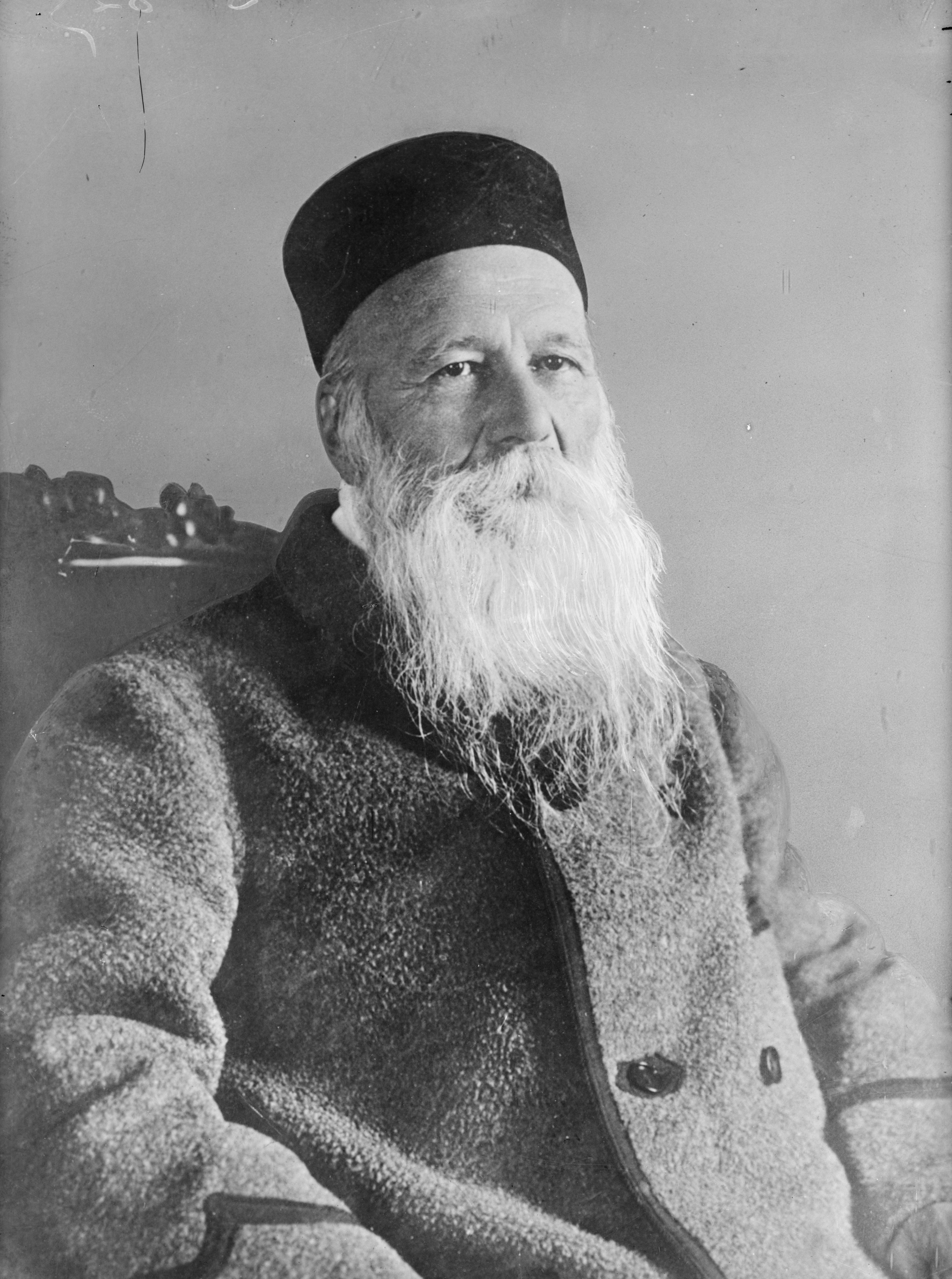
Henri Dunant, autor de "A Memory of Solferino".

É o órgão fundador do movimento, tendo sido fundado graças ao trabalho de Henry Dunant, em colaboração com outros cidadãos de Genebra, em 1863. Dunant havia testemunhado em 1859 a batalha de Solferino, tendo organizado esforços de assistência para os cerca de 40 mil soldados feridos no campo de batalha, e chegara à conclusão de que um órgão de assistência a soldados feridos era necessário, bem como a proteção dos membros deste órgão contra violência armada.
Os extensivos trabalhos do Comitê durante ambas as guerras mundiais fizeram com que a organização fosse premiada com o Prêmio Nobel da Paz duas vezes, em 1917 e 1944, uma em cada guerra, tendo estes prêmios os únicos instituídos nos anos das respectivas guerras.
O Comitê também foi premiado com o Prêmio Nobel da Paz no seu centenário, em 1963. O principal fundador do Comitê, Dunant, foi premiado com o primeiro Prêmio Nobel, em 1901.

## Atividades

### Organização

Membros da FIRC
Sociedade da Cruz Vermelha
Sociedade do Crescente Vermelho
Sociedade do Cristal Vermelho (no Magen David Adom de Israel)
██ sociedade não membro

O Movimento Internacional da Cruz Vermelha e do Crescente Vermelho emprega cerca de 97 milhões de pessoas,. a grande maioria dos quais são voluntários, empregando cerca de 12 mil trabalhadores em tempo integral.
A Conferência Internacional de 1965 em Viena adotou sete princípios básicos que devem ser divididos por todas as partes do Movimento, tendo sido adicionados à lista de estatutos oficiais do Movimento em 1986: humanidade; imparcialidade; neutralidade; independência; voluntariado; unidade e universalidade.
A Conferência Internacional da Cruz Vermelha e do Crescente Vermelho, que ocorre a cada quatro anos, é o corpo institucional mais alto do movimento. Nesta conferência estão presentes delegações de todas as sociedades nacionais do Movimento, bem como do CICV, a Federação, e países membros da Convenção de Genebra. Entre as conferências, o Standing Commission atua como o corpo supremo, e supervisiona a implementação e o cumprimento das resoluções da conferência. Além disso, o Standing Commission coordena a cooperação entre o CICV e a Federação. O Standing Commission consiste de dois representantes do CICV (incluindo seu presidente), dois da Federação (incluindo seu presidente), e cinco indivíduos eleitos pela Conferência Internacional. O Standing Commission reúne-se a cada seis meses, na média. Além do Standing Commission, uma convenção do Conselho de Delegados do Movimento ocorre a cada dois anos, durante o curso das conferências das Assembleias Gerais da Federação. O Conselho de Delegados planeja e coordena as atividades conjuntas para o Movimento.

#### Museu
Paralelamente, e junto à sede, existe o Museu Internacional da Cruz Vermelha e do Crescente Vermelho  com exposições explicativas do que é o CICV e das suas acções presentes ou passadas.

### Missão

Emblema do CICV.

A missão oficial do CICV é atuar como uma organização imparcial, neutra e independente, e proteger a vida e a dignidade das vítimas de conflitos armados internos e externos. De acordo com o Acordo de Sevilha de 1997, o CICV é a "agência líder" do Movimento em conflitos. Os principais papéis do Comitê, que derivam das Convenções de Genebra e de seus próprios estatutos, são os seguintes:
- Para monitorar o cumprimento de todos os grupos envolvidos com as Convenções de Genebra.
- Para organizar a assistência médica para os que foram lesionados no campo de batalha.
- Para supervisionar o tratamento de prisioneiros de guerra.
- Para ajudar com a busca de pessoas desaparecidas em um conflito armado.
- Para organizar proteção e cuidados para populações civis.
- Para arbitrar grupos opostos em um conflito armado.

#### Estatuto legal e organização
O Movimento Internacional está sediado em Genebra, possuindo escritórios em cerca de 80 países. Possui cerca de 12 mil empregados pagos, dos quais 800 trabalham em sua sede em Genebra, 1,2 mil são suíços trabalhando em escritórios do Movimento em outros países, administrando as missões internacionais, e com cerca de 10 mil membros de sociedades nacionais trabalhando em seus respectivos países. Ao contrário da crença popular, o Movimento Internacional não é uma organização não governamental, no sentido mais comum do termo, tampouco é uma organização internacional, visto que o Movimento Internacional limita seus membros para cidadãos suíços, e que a organização não possui uma política permitindo o emprego aberto de indivíduos como definido pelo termo "ONG". A palavra "internacional" não refere-se ao emprego, e sim, ao objetivo e missão da organização. De acordo com a lei suíça, o Movimento Internacional é uma associação privada.
Devido à localização de Genebra na parte francófona da Suíça, o Movimento Internacional geralmente atua sob seu nome francês Comité international de la Croix-Rouge (CICR). O símbolo oficial do ICRC é a cruz vermelha no fundo branco, com as palavras "COMITE INTERNATIONAL GENEVE" em torno da cruz.

## Emblemas

### Cruz Vermelha
Em 1863, Louis Appia propõe que todo o pessoal voluntário trabalhando nos campos militares traga braçadeiras brancas para serem facilmente distinguido. O General Guillaume-Henri Dufour - como ele, um dos cofundadores do CICV no chamado Comité dos Cinco - completa mais tarde a ideia juntando-lhe uma cruz vermelha, uma cruz vermelha sobre fundo branco (à esquerda),  o inverso da bandeira suíça (à direita) que o  General havia desenhado   e que foi aprovado nesse mesmo ano como emblema da Cruz Vermelha .
A bandeira não deve ser confundida com a Cruz de São Jorge, que é a bandeira da Inglaterra, Barcelona, Freiburgo e vários outros lugares. Para evitar esta confusão, o símbolo da Cruz Vermelha é por vezes chamado de "Cruz Vermelha Grega", termo que é utilizado comumente na lei americana para descrever a Cruz Vermelha. A cruz vermelha de São Jorge estende-se até as bordas da bandeira, enquanto que a cruz vermelha da bandeira da Cruz Vermelha não.
A bandeira da Cruz Vermelha também não deve ser confundida com a bandeira da Suíça, que possui cores invertidas. Em 1906, para dar fim aos argumentos da Turquia que a bandeira da Cruz Vermelha era baseado nas suas raízes cristãs, o movimento decidiu oficialmente promover a ideia que a bandeira da Cruz Vermelha foi formado através da reversão das cores da bandeira da Suíça, embora não existem evidências claras desta origem. O que é de fato, declarado em documentos da época, é que Henri Dunant queria homenagear uma ordem religiosa, a Ordem dos Ministros dos Enfermos (Camilianos). Eram padres que usavam a batina parda, com a cruz vermelha nas costas. Estes padres seguiam os militares nas batalhas para prestar socorro espiritual aos mesmos.

### Crescente Vermelho
O emblema do Crescente Vermelho foi utilizado pela primeira vez por voluntários do CICV durante a Guerra Russo-Turca entre a Rússia e a Turquia, entre 1877 e 1878. O símbolo foi oficialmente adotado em 1929, e até o presente, 33 países islâmicos o reconhecem.

### Cristal Vermelho
Em 8 de dezembro de 2005, o Movimento da Cruz Vermelha e do Crescente Vermelho adotou um novo emblema, o Emblema do Terceiro Protocolo, mais conhecido como Cristal Vermelho, tendo sido adotado por uma emenda das Convenções de Genebra conhecido como Protocolo III.

### Leão e o Sol Vermelho
A Sociedade do Leão e Sol Vermelho do Irã foi estabelecido em 1922 e admitido ao Movimento no ano seguinte, em resposta aos símbolos utilizados pelos rivais do país, a Rússia (cruz) e a Turquia (crescente). Em 1980, logo após queda da monarquia iraniana e da ascendência da república islâmica, devido à associação do emblema do Leão Vermelho e Sol com o Xá, o país decidiu trocar o leão vermelho e Sol pelo crescente, embora ainda mantenha o direito de trocar de símbolo a qualquer momento, enquanto que a Convenção de Genebra ainda reconhece o símbolo como oficial, confirmado pelo Protocolo III.

### Magen David Vermelha
Por mais de 50 anos, Israel pediu pela adição de uma Estrela de David vermelha, argumentando que visto que emblemas cristãos e islâmicos eram reconhecidos, o emblema judeu correspondente deveria também ser reconhecido. O emblema foi usado desde 1935 por Magen David Adom, a primeira sociedade de primeiros socorros de Israel, mas ainda não é reconhecida pela Convenção de Genebra como um símbolo protegido.
O Movimento da Cruz Vermelha e do Crescente Vermelho repetidamente rejeitou os pedidos de Israel, argumentando que o emblema da Cruz Vermelha não representa a cristandade, mas é a reversão das cores da bandeira suíça, e que se os judeus, ou outros grupos religiosos, tivessem seu próprio emblema, não haveria fim para o número de grupos religiosos reivindicando um emblema para si, e que a proliferação de símbolo vermelhos vai em contraste com a intenção original do emblema da Cruz Vermelha, que é ter um único emblema para marcar veículos e estruturas protegidas por razões humanitárias.
Certas nações árabes, como a Síria, também protestaram a entrada de Magen David Adom no Movimento da Cruz Vermelha e do Crescente Vermelho, fazendo um consenso impossível por um tempo. Porém, entre 2000 e 2006, a Cruz Vermelha Americana não pagou seus fundos necessários para o Movimento (totalizando 42 milhões de dólares), visto que o Movimento recusava a admitir Magen David Adom ao movimento, e levando à criação do emblema do Cristal Vermelho e da admissão do Magen David Adom em 22 de junho de 2006.
A Estrela Vermelha de David não é reconhecida como um símbolo protegido fora de Israel, e Magen David Adom utiliza o Cristal Vermelho durante operações internacionais, para garantir proteção. Dependendo das circunstâncias, pode colocar a Estrela Vermelha de David dentro do Cristal Vermelho, ou utilizar apenas o Cristal Vermelho.

## Críticas
A rede de televisão australiana ABC Television, e o grupo de direitos indígena Friends of Peoples Close to Nature, lançaram um documentário, Blood on the Cross, que argumenta que a Cruz Vermelha tenha participado com as forças militares britânicas em um massacre na Papua Ocidental, onde Mark Davis investigou alegações sobre o papel da Cruz Vermelha e das forças armadas britânicas sobre a crise do massacre de reféns, em maio de 1996. Após o lançamento do documentário, a Cruz Vermelha anunciou publicamente que indicaria alguém, sem laços com a organização, para investigar tais alegações, bem como quaisquer responsabilidades do Movimento. O relatório de conclusão afirmou que não se sabe o grau de envolvimento da Cruz Vermelha, e criticou o manejamento da crise pela organização.
Membros do CICV não são obrigados a atuar como testemunha em julgamentos de crimes de guerra, sobre fatos observados durante o trabalho. Por causa disso, alguns criticam que o Movimento esteja negando justiça a vítimas de crimes de guerra, e permitindo impunidade por tais crimes.
Alegações de má administração, e preocupações sobre a honestidade e a transparência da Cruz e Crescente Vermelho, levaram a renúncias no alto escalão na organização. Atualmente, a Crescente Vermelho tem sido criticada por ter seus fundos desviados para sustentar grupos insurgentes nos países onde atua.